# Piispajärvi
Piispajärvi är en sjö i Finland. Den ligger i kommunen Suomussalmi i landskapet Kajanaland, i den nordöstra delen av landet, 600 km norr om huvudstaden Helsingfors. Piispajärvi ligger 247,8 meter över havet. Den är 12,75 meter djup. Arean är 12,88 kvadratkilometer och strandlinjen är 70,25 kilometer lång. Sjön  ingår i Uleälvens huvudavrinningsområde. 